# Tito Oveseika
Héctor Aníbal Oveseika (Buenos Aires, Argentina; 7 de septiembre de 1968), más conocido como Tito Oveseika, es un pintor argentino conocido por realizar sus pinturas utilizando un pincel con la boca.

## Biografía
Héctor Aníbal Oveseika nació el 7 de septiembre de 1968 en el barrio Saavedra de Buenos Aires, Argentina, con parálisis cerebral congénita que le provocó daños en sus funciones motoras, especialmente en los brazos y piernas. Un año después, él y su familia se mudaron a la localidad de Jacinto Arauz en la provincia de La Pampa.

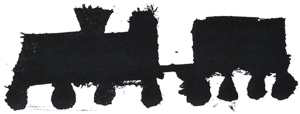
Primer dibujo de Oveseika usando un pincel en la boca.

Entre su niñez y adolescencia, durante 10 años asistió al Instituto de Rehabilitación Integral de la ciudad de Bahía Blanca en Buenos Aires, donde los médicos le animaban a hacer ejercicios que eran evaluados cada tres meses. Entre los ejercicios había uno en el que tenía que poner las manos sobre témpera y colorear un dibujo terminado. El 24 de mayo de 1976, a la edad de 7 años, coloreó su primer dibujo con un pincel en la boca, siendo este un dibujo sencillo de un tren hecho por su madre.
El 21 de septiembre de 1984, a la edad de 16 años, realizó su primera exposición de arte, la cual se llevó a cabo en Jacinto Arauz y contó con 220 pinturas realizadas en diversos objetos durante un año y medio.
Después de años de pintar sobre objetos como platos y maceteros, Oveseika comenzó a pintar sobre lienzos en 1990.

## Premios y reconocimientos
El 3 de abril de 2002 fue reconocido como «Embajador Cultural Itinerante» de Jacinto Arauz y el 16 de abril de 2004 fue declarado «Pampeano Destacado» por la cámara de diputados de La Pampa.
La municipalidad de Jacinto Arauz lo nombró «Artista del Bicentenario» el 6 de marzo de 2011.